# Bundesstraße 15
Die Bundesstraße 15 (Abkürzung: B 15) ist eine Bundesstraße in Deutschland. Sie liegt vollständig in Bayern, verläuft fast perfekt in Nord-Süd-Richtung und führt von der A 9 westlich von Hof ins Inntal.

## Gebietskörperschaften
Die Gebietskörperschaften liegen alle in Bayern und sind:
- Landkreis Hof
- Landkreis Tirschenreuth
- Landkreis Neustadt an der Waldnaab
- Landkreis Regensburg
- Landkreis Straubing-Bogen
- Landkreis Landshut
- Landkreis Erding
- Landkreis Mühldorf am Inn
- Landkreis Rosenheim

## Frühere Strecken und Bezeichnungen
Die Bundesstraße 15 ging 1949 teilweise aus der Reichsstraße 15 (R 15) hervor. Die Reichsstraßen wurden 1934 einheitlich für das Deutsche Reich festgelegt. Die R 15 begann in Gera und führte über Schleiz, Hof, Wunsiedel und Marktredwitz nach Mitterteich. Ab Mitterteich folgte sie dem heutigen Verlauf bis zum Anschluss an die Inntalautobahn nahe Rosenheim. Von dort führte die R 15 über Brannenburg und Oberaudorf an die Reichsgrenze bei Kiefersfelden. Nach der Eingliederung Österreichs 1938 wurde die R 15 über Kufstein nach Wörgl verlängert. In Kufstein zweigte die R 15a ab und führte zur R 31 nahe Ellmau.
Im Jahre 1941 wurde die Streckenführung nördlich von Mitterteich geändert. Die R 15 begann nun im böhmischen Karlsbad und führte über Falkenau (Sokolov), Eger (Cheb) und Waldsassen nach Mitterteich und dann weiter wie bisher. Das Streckenstück Gera–Hof wurde der R 2 zugeschlagen, die Strecke von Hof bis Mitterteich als R 303 bezeichnet.
Nach dem Zweiten Weltkrieg wurde die Straßenführung nochmals geändert. Nun begann die B 15 in Hof und führte über Selb und Marktredwitz nach Mitterteich und wie zuvor weiter nach Süden zur österreichischen Grenze. Das bei Deutschland verbliebene Straßenstück der alten Strecke zwischen Eger nach Mitterteich wurde Teil der Bundesstraße 299.
(Quellen unter)

## Verkehrsaufkommen

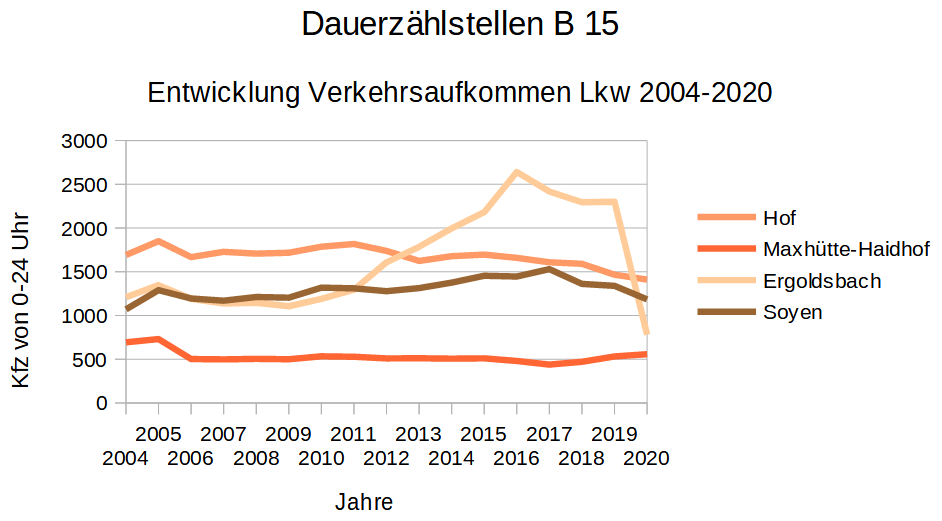
2004 bis 2016:
Durchschnittliches Verkehrsaufkommen Lkw auf der B 15 entlang der vier Dauerzählstellen
Quelle: BAYSIS-Datenbank

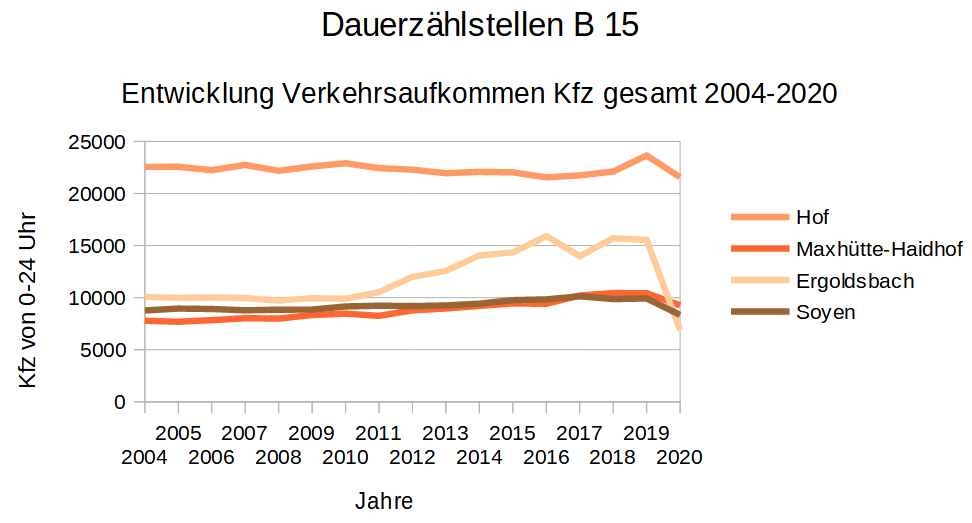
2004 bis 2016:
Durchschnittliches Verkehrsaufkommen Kfz auf der B 15 entlang der vier Dauerzählstellen
Quelle: BAYSIS-Datenbank

Entlang der B 15 gibt es vier Dauermessstellen:
- Nummer 9113 Hof
- Nummer 9281 Maxhütte-Haidhof
- Nummer 9300 Ergoldsbach und
- Nummer 9301 Soyen.

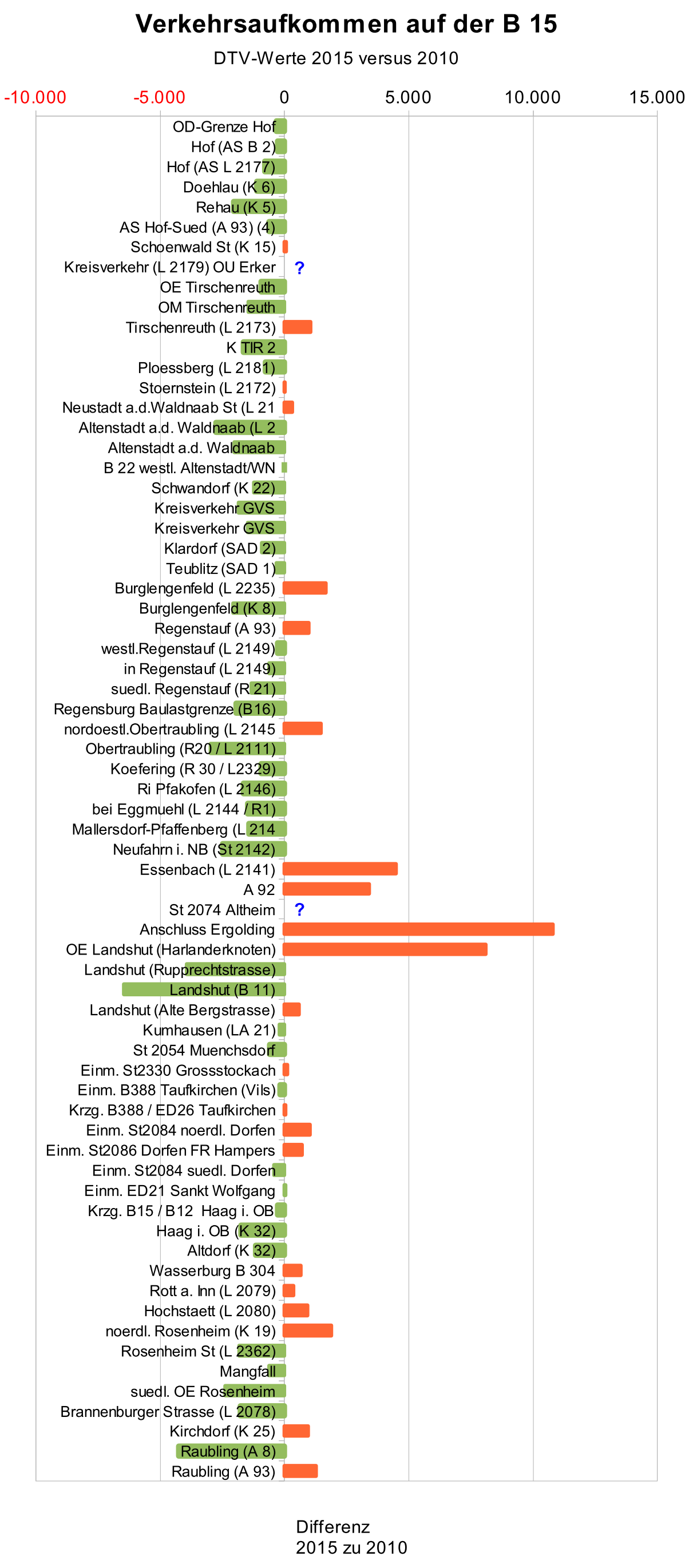
Veränderung des Verkehrsaufkommens auf der B 15 ermittelt während der wiederkehrenden Verkehrszählungen von 2010 und 2015

Das höchste Verkehrsaufkommen ist dabei an der Zählstelle bei Hof mit bis zu 22.500 Fahrzeugen (davon etwa 1750 Lastkraftwagen) pro Tag festzustellen. Die Zählstellen bei Maxhütte-Haidhof und Soyen verzeichnen ein ähnliches Verkehrsaufkommen von zirka 8000 bis 9000 Fahrzeugen pro Tag, wobei der Anteil an Lastkraftwagen in Soyen etwa 2,3 Mal so hoch ist wie in Maxhütte-Haidhof. Lag an der Zählstelle Ergoldsbach das Verkehrsaufkommen von 2004 bis 2011 bei 10.000 Fahrzeugen pro Tag, so ist dieses von 2011 bis 2016 (erstes Quartal) auf im Mittel 14.142 Fahrzeuge angestiegen, während sich dies bei Hof von 2004 auf 2016 leicht rückläufig entwickelte oder bei Soyen und Maxhütte-Haidhof nahezu konstant blieb. Von 2004 bis 2011 lag der Anteil an Lastkraftwagen bei Soyen und Ergoldsbach vergleichbar bei etwa 1250 Stück pro Tag. Von 2011 bis 2014 ist dieser bei Ergoldsbach aber deutlich angestiegen. In den drei Jahren von 2014 bis 2016 (erstes Quartal) blieben die Werte aber mit im Mittel 2115 Lastkraftwagen pro Tag nahezu konstant.
Mit Stand 2013 verkehrten auf der B 15 streckenweise etwa 10.000 und in einzelnen Bereichen bis zu 18.000 Kraftfahrzeuge pro Tag. Der Schwerlastanteil beträgt bis zu 27 Prozent.
Zwischen Regensburg und Rosenheim liegt gemäß nachfolgendem Diagramm mancherorts die Verkehrsbelastung bei 5000 Fahrzeugen täglich. In den Bereichen Landshut und Rosenheim liegen diese Werte durch den Quell- und Zielverkehr deutlich darüber. Die größte Verkehrszunahme entlang der B 15 fand zwischen den Jahren 1970 und 1990 statt, schwächte sich dann im Folgejahrzehnt ab. Zwischen 2000 und 2010 gab es keine wesentliche Verkehrszunahme; erheblich zugenommen hat dafür der Quell- und Zielverkehr im Raum Landshut und vor allem im Raum Rosenheim.
Im Jahre 2010 lag in Landshut die Verkehrsbelastung im Bereich Hofmark-Aich-Straße/Luitpoldstraße bei 24.500 bis 26.500 Fahrzeugen pro Tag. Richtung Ergolding nahm sie auf knapp 21.000 Fahrzeug sowie in Richtung Kumhausen auf 13.500 Fahrzeuge pro Tag ab.

## Baufortschritt/Planungsstand

### Nördliches Teilstück: A9 bei Hof bis A93 bei Rehau
Die B 15 beginnt westlich von Hof an der Anschlussstelle Hof-West der A 9 und führt zunächst fast in Ost-West-Richtung nach Hof und zur A 93.
Ab ihrem Beginn an der A 9 an der Anschlussstelle Hof-West bei Leupoldsgrün bis etwa einen Kilometer ins Hofer Stadtgebiet hinein ist die B 15 vierstreifig und ohne Mittelleitplanke ausgebaut. Nach einem etwa 500 m langen zweistreifigen Abschnitt mündet sie in die vierstreifige Ernst-Reuter-Straße.
Im Süden der Stadt Hof folgt dann ein zwei Kilometer langer autobahnähnlich ausgebauter, vierstreifiger Abschnitt, in dem sich zwei niveaufrei gehaltene Anschlussstellen befinden. Dieser Abschnitt befindet sich vollständig innerhalb des Stadtgebietes Hof, ist jedoch als außerhalb des Stadtgebietes befindlich ausgeschildert, und besaß zeitweise keine Geschwindigkeitsbeschränkung auf unterhalb von 100 km/h.
Nach der zweiten niveaufrei ausgeführten Anschlussstelle im Hofer Stadtteil Moschendorf wird das Gebiet der Stadt Hof verlassen. An der Anschlussstelle verengt sich die Fahrbahn von vierstreifigem Autobahnstandard auf zweistreifigen Ausbaustandard. Anschließend folgt die Saalebrücke. Der restliche Abschnitt bis zur A 93 ist zweistreifig ausgeführt, alle Brücken über die B 15 sind jedoch bereits für eine vierstreifige, autobahnähnliche Straße ausgelegt, so dass ein Ausbau problemlos möglich wäre. Der zweistreifige Abschnitt hat eine Länge von sieben Kilometer, führt zunächst durch das Gemeindegebiet von Döhlau und mündet dann nach Durchquerung des nördlichen Rehauer Stadtgebietes an der Anschlussstelle Hof-Süd in die A 93.

### Teilstück von Rehau über Schönwald nach Selb
Zwischen den Anschlussstellen Hof-Süd und Mitterteich-Nord wurde die B 15 teilweise durch die A 93 ersetzt.
Im südlichen Teil Rehaus, nahe der Anschlussstelle Rehau-Süd, zweigt die B 15 von der B 289 ab und führt zunächst über Heinersberg in Richtung Neuhausen/Deutsch-Tschechische Grenze. Dieses Stück soll künftig fortlaufend bis nach Neuhausen als Teilstück der B 289 ausgebaut werden. Hinter der Autobahnunterführung Heinersberg zweigt die B 15 nun von der St 2192 ab und verläuft über ein altes Teilstück entlang der A 93 vorbei an Eulenhammer. Ab Eulenhammer schließt die Bundesstraße zudem bis zur Anschlussstelle Schönwald die Bahnstrecke Cheb–Oberkotzau ein, die zeitweise sichtbar ist und auch zwischen der Autobahnbrücke und der Autobahnauffahrt Richtung Hof die Bundesstraße überquert. Ab Eulenhammer trifft die die B 15 auf den entgegenfließenden Bachlauf des Perlenbaches, der die Bundesstraße bis Sophienreuth begleitet. Vorher überschreitet die B 15 bereits bei Perlenhaus die Grenze zum Landkreis Wunsiedel. Nach der Anschlussstelle Schönwald erreicht die B 15 Schönwald, welches sie als Rehauer- und schließlich Selber Straße in einer breiten Bauweise durchläuft. Hier führt sie längs der Porzellanfabrik durch den Ort. An der B 15 befindet sich auf Höhe der Selber Straße auch die einzige Ampel Schönwalds, eine Fußgängerampel. Nach der Kirche und dem Abzweig der WUN 15 über Brunn und Steinselb auf die St 2179 Selb-Marktleuthen, führt die B 15 weiter vorbei am Abzweig Vielitz und an Grünfleck, bei dem sie abermals die A 93 überquert. Nach der Brücke über die Autobahn und dem Abzweig nach Vielitz-Siedlung verläuft die Bundesstraße weiter zwischen der Bahnstrecke Oberkotzau–Franzensbad, die nun für kurze Zeit auf der linken Seite liegt, und der Lärmschutzwand der A 93, vorbei am Selber Ortsteil Vielitz-Siedlung. Nachdem die Bahnstrecke die B 15 wieder in Richtung Bhf. Selb-Plößberg verlassen hat, stößt die Bundesstraße nach der Einfahrt des Industriemuseums Selb-Plößberg und weiterem Fortlauf entlang der linken Seite der A 93 in Richtung Regensburg auf den Kreisverkehr, an dem die Bundesstraße im nördlichen Teil Selbs endet.
Dieser Kreisverkehr verbindet die B 15 mit der Anschlussstelle Selb-Nord, der Zufahrt in den Selber Stadtteil Kappel, der St 2179 Hofer Straße in Richtung der Selber Innenstadt und der St 2179 Christian-Höfer-Ring in Richtung Schirnding und der Umgehungsstraße St 2179 vorbei an Selb-Plößberg, Erkersreuth und Wildenau nach Asch in der Tschechischen Republik.

### Teilstück von Selb nach Höchstädt/Thierstein
Kurz vor der Anschlussstelle Selb-West beginnt die B 15 nun wieder ab der St 2179 Selb-Marktleuthen. Nach einem kurzen neugebauten Stück geht sie nach der Unterführung der A 93 in ein kurzes altes Teilstück über, welches eingeschlossen, zwischen dem Selber Ortsteil Unterweißenbach auf der rechten Seite und der Lärmschutzwand und der Einhausung der A 93 auf der linken Seite, verläuft. Unmittelbar hinter Unterweißenbach überquert die Bundesstraße die A 93 über die Einhausung wieder und lässt die Autobahn rechts liegen.
Das nun folgende Stück besteht größtenteils aus der alten B 15, die in diesem Verlauf nicht der Autobahn weichen musste. Hier liegt die B 15 durchweg an der A 93 und überquert auf Höhe Schwarzenhammer die Eger, in welche hier zudem der von Unterweißenbach bis Schwarzenhammer auf linken Seite der Bundesstraße fließende Selbbach mündet. Weiterhin lässt die B 15 auf der linken Seite Hendelhammer hinter sich, bevor sie kurz vor Thierstein das überwiegend bewaldete Gebiet verlässt und einen Blick auf die Burg Thierstein bietet. Nach dem Abzweig nach Kaiserhammer auf der rechten Seite und dem Abzweig nach Thierstein auf der linken Seite verläuft sie unterhalb der Burg Thierstein und des Ortes, den sie zusammen mit der A 93 eingrenzt. Letztlich endet sie an der Kreuzung der Anschlussstelle Höchstädt und verläuft geradeaus nach Thierstein.

### Mittleres Teilstück: A93 bei Mitterteich bis A93 bei Altenstadt an der Waldnaab
An der Anschlussstelle Mitterteich-Nord zweigt die B 15 wieder von der A 93 ab, um Tirschenreuth zu erreichen und weiter südlich in Altenstadt an der Waldnaab an der gleichnamigen Autobahnanschlussstelle wieder in A 93 zu münden. Das Teilstück durch Neustadt an der Waldnaab und Altenstadt an der Waldnaab wurde durch eine Umgehungsstraße entlastet, die die B 15 nördlich von Neustadt durch einen knapp 400 Meter langen Tunnel mit der A 93 (Anschlussstelle Neustadt an der Waldnaab) verbindet. Die Eröffnung der Umgehung für den Verkehr erfolgte im Herbst 2005.
Zwischen den Anschlussstellen Altenstadt an der Waldnaab und Regensburg-Nord wurde die B 15 durch die A 93 ersetzt.

### Südliches Teilstück: B16 bis A93 im Inntal
Erst kurz vor Regensburg beginnt die B 15 an der B 16 wieder, wobei über letztere Anschluss zur A 93 besteht. Anschließend führt die B 15 weitgehend in Nord-Süd-Richtung durch die östlichen Stadtteile von Regensburg. Dabei kreuzt sie die B 8 – eine Verbindung zwischen Nürnberg und Passau parallel zur A 3 – und quert die Donau auf der 2004 wieder eröffneten Nibelungenbrücke. Zwischen den Anschlussstellen Regensburg-Burgweinting und Regensburg-Ost erfährt die B 15 einen kurzen Versatz durch die A 3.
In der Folge geht es über Obertraubling, Köfering, Alteglofsheim und Hagelstadt nach Schierling, wo erstmals Anschluss an die B 15 neu besteht, die einmal von Saalhaupt südlich Regensburg (an der A 93) nach Rosenheim führen soll. Über Neufahrn und Ergoldsbach, wo sich ebenfalls Anschlussstellen an die B 15 neu befinden, sowie Essenbach erreicht man die Anschlussstelle Landshut/Essenbach an die A 92. Zwischen der Ausfahrt Landshut/Essenbach der A 92 bis zur Stadtgrenze von Landshut verläuft sie vierstreifig und gemeinsam mit der B 11 an Ergolding vorbei. In Landshut kreuzt sie die B 299 und quert die Isar, bevor die B 15 wieder von der B 11 wieder abzweigt.
Nach der Stadtgrenze durchquert man Kumhausen, kurz darauf ist die B 15 an einem Anstieg dreistreifig mit Überholstreifen in südlicher Richtung ausgebaut. Weiter geht es durch die Gemeinden Vilsheim und Altfraunhofen in den Landkreis Erding. Hier wird Hohenpolding tangiert, Taufkirchen mit der B 388 durchquert und schließlich Dorfen erreicht, wo die A 94 kreuzt. In der Folge erreicht man bald die B 12 nördlich von Haag, folgt ihr ein Stück ostwärts (Umfahrung von Haag), bevor die B 15 wieder südwärts schwenkt und über Rechtmehring und Soyen nach Wasserburg führt, wo die B 304 unterquert wird. Kurz nach Wasserburg ist die Bundesstraße wieder kurzzeitig dreistreifig ausgebaut – allerdings mit Zusatzfahrstreifen Richtung Norden. Hinter Wasserburg folgen die Gemeinden Ramerberg, Rott am Inn und Schechen, bevor Rosenheim erreicht wird. Auf dem Gebiet von Schechen soll in naher Zukunft die Westtangente Rosenheim abzweigen, die die Stadt vom starken Durchgangsverkehr im Zuge der B 15 entlasten wird. Später könnte die vierspurige Westtangente auch als letztes Teilstück der B 15 neu dienen. Nach der Durchfahrt durch Rosenheim mit Querung der Mangfall verläuft die B 15 zunächst vierspurig zur A 8 östlich des Inntaldreiecks, wo die B 15 seit 31. Dezember 2015 endet. Die restliche Strecke bis Reischenhart (Anschluss an die A 93) wurde zur St 2363 abgestuft.

### Weiterer Ausbau
- vierstreifiger Ausbau südlich von Rosenheim zur A 8 (AS Rosenheim), (fertig)
- Begradigung südlich von Hagelstadt (Neubau geplant, weiterer Bedarf)
- Ortsumgehung südwestlich von Hof (Neubau geplant, weiterer Bedarf)
- Spange zur B 12 südöstlich von Haag, Netzergänzung und Vorleistung zur B 15n (Neubau geplant, weiterer Bedarf)

### Westtangente Rosenheim
Im Bundesverkehrswegeplan 2003 steht dieser 11,3 km lange Abschnitt im vordringlichen Bedarf. Die Baukosten wurden damals mit 61,3 Millionen Euro veranschlagt.
Der Abschnitt ist derzeit im Bau. In der Projektanmeldung zum Bundesverkehrswegeplan vom 12. März 2013 findet die Westtangente Rosenheim als Unterprojekt zum Projekt 2 „B 15, B 304 (Wasserburg) – A 8 (Rosenheim)“ Erwähnung.
Gemäß Kabinettsentscheid vom 19. Januar 2015 hielt man am Weiterbau der Westumfahrung Rosenheims fest und erhielt im Juli 2015 für die Bauabschnitte zwei bis vier die Baufreigabe mit einem Finanzvolumen von 85 Mio. Euro. Im Bundesverkehrswegeplan 2030 wurde sie als laufendes und fest disponiertes Vorhaben eingestuft. Die südliche Teilstrecke von der A 8-Ausfahrt Rosenheim West bis zur Äußeren Münchner Straße (St 2078) ist als B 15a seit dem 12. Oktober 2015 in Betrieb.

### B 15 neu

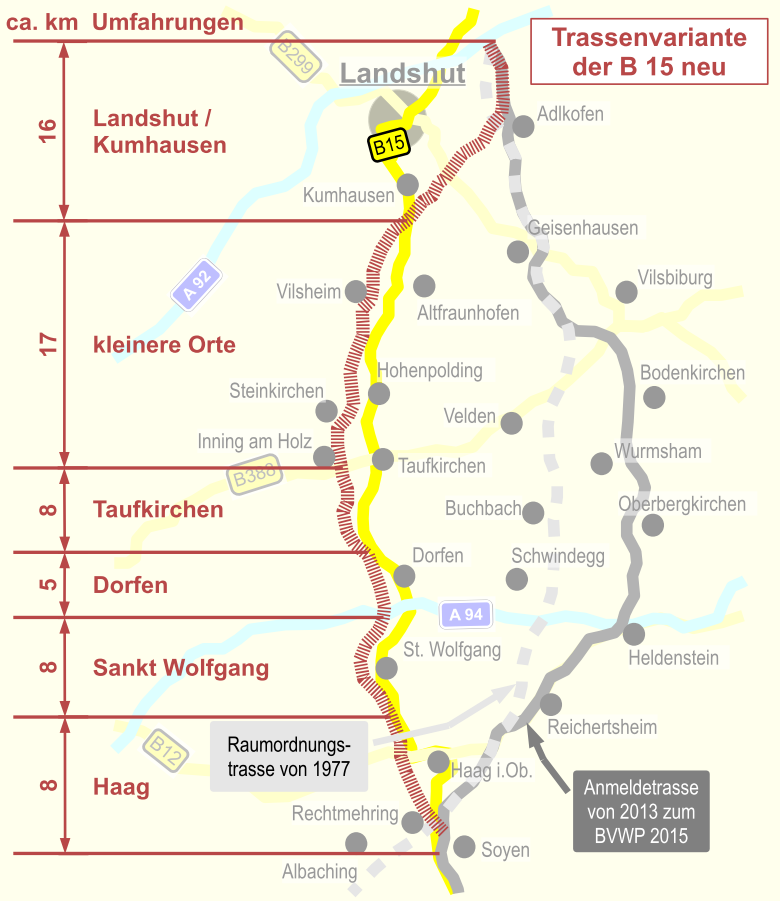
Alternative Trassenführung der B 15 neu (Dezember 2014)

Weitgehend parallel zur B 15 war ursprünglich die A 93 geplant. Nach deren Trassenänderung hin zum Dreieck Holledau (A 9) wurde die ursprüngliche Linienbestimmung auf die B 15n übertragen.
Seit 2006 befindet sich die B 15 neu zwischen Saalhaupt bei Regensburg und Rosenheim im Bau. Die beiden Bauabschnitte Neufahrn in Niederbayern und Ergoldsbach sind bereits fertiggestellt und seit 2011 bzw. 2013 für den Verkehr freigegeben.
Seit Ende 2019 ist der Abschnitt von Ergoldsbach nach Essenbach freigegeben. Hierzu waren Brückenarbeiten an der B 15 über die Trasse der B 15 neu erforderlich, die von Ende Juli bis Anfang November 2014 durchgeführt wurden. Bis Ende 2018/19 sollte der Anschluss an die A 92 bei Essenbach hergestellt werden; tatsächlich wurde der Anschluss zur A 92 im September 2023 mit den beiden Nordbeziehungen zur bzw. von der A 92 für den Verkehr freigegeben. Der vormalige Autobahnanschluss der A 92 „Landshut-Essenbach“ wird hierzu als Kreuz mit der B 15 neu in Kleeblatt-Form umgebaut. Der Weiterbau bis zur A 94 bzw. zur A 8 bei Rosenheim ist äußerst umstritten. Dabei ist der Verlauf der B 15n nach dem Anschluss an die A 92 nicht endgültig festgelegt. Am 6. Dezember 2014 wurde von Innenminister Hermann auf einer Verkehrskonferenz in Hinterberg bei Dorfen ein alternativer Trassenvorschlag zur Diskussion gestellt, welcher sich im Bereich Kumhausen-Dorfen am bisherigen Verlauf der B 15 orientiert.
Der Vorschlag sieht folgende Streckenabschnitte vor:
- Umfahrung Landshut/Kumhausen (ca. 6 km)
- Abschnitt Kumhausen/Taufkirchen (ca. 17 km)
- Umfahrung Taufkirchen (ca. 8 km)
- Umfahrung Dorfen (ca. 5 km)
- Umfahrung St. Wolfgang (ca. 8 km)
- Umfahrung Haag (ca. 8 km)

Am 14. Januar 2015 brachte der Bundestagsabgeordnete Florian Oßner eine zusätzliche Trassenvariante ins Gespräch. Da alle Trassenvorschläge nicht konsensfähig waren und für einen Weiterbau die nötigen finanziellen Mittel auf absehbare Zeit nicht zur Verfügung stehen, verkündete der Bayerische Innenminister Herrmann am Montag, den 19. Januar 2015, im Kabinett das Aus für den Weiterbau der B 15 neu und die Rückziehung der bisherigen Anmeldetrasse. Dafür soll die bestehende B 15 zwischen Landshut und Rosenheim streckenweise dreispurig und mit Ortsumfahrungen ausgebaut werden. Ebenso sollen die Planungen für eine Fortführung der B 15 neu ab der A 92 in einer Ost-Südumgehung um Landshut bis zu alten B 15 weitergeführt
und die Westumfahrung Rosenheims weitergebaut werden.
Am 30. Januar wurde aus der Bayerischen Staatskanzlei verkündet, sowohl die Ost-Süd-Umfahrung und den Ausbau der B 15 als auch die Raumordnungstrasse der B 15 neu von 1977/78 für den Bundesverkehrswegeplan anzumelden.
Gemäß dem vom Bundeskabinett beschlossenen Bundesverkehrswegeplan 2030 sowie dem Entwurf eines Sechsten Gesetzes zur Änderung des Fernstraßenausbaugesetzes, wurde die Ost-Süd-Umfahrung Landshut in den vordringlichen Bedarf sowie der Weiterbau einer B 15n von Landshut nach Rosenheim in den weiteren Bedarf mit Planungsrecht aufgenommen.

#### Ost-Süd-Umfahrung Landshut
| Streckenabschnitt                                 | Kosten nach MdL Erwin Huber | Kosten nach Staatlichem Bauamt Landshut | Kosten nach MdB Florian Oßner | Kosten gemäß Berichterstattung über Dialogforum | Kosten gemäß 1. Referentenentwurf zum BVWP 2030 |
| ------------------------------------------------- | --------------------------- | --------------------------------------- | ----------------------------- | ----------------------------------------------- | ----------------------------------------------- |
| Essenbach/A 92 über die B 299 nach Kumhausen/B 15 | 250 bis 300 Mio. €          | 260 Mio. €                              | 310 Mio. €                    | 400 Mio. €                                      | 260 Mio. €                                      |

Diese soll die B 15 neu ab der A 92 an die LA 14, die B 299 und die B 15 anbinden.
Die Planungen hierfür als Ost-Süd-Umgehung Landshuts werden nach Kabinettsentscheid vom 19. Januar 2015 weitergeführt.
War zunächst unklar, in wessen Baulast sie liegen soll und wer damit die Planung und die Finanzierung übernehmen wird,
wurde am 30. Januar aus der Bayerischen Staatskanzlei verkündet, dass diese zum Bundesverkehrswegeplan 2030 für den vordringlichen Bedarf angemeldet werden soll. Die Kosten für eine zunächst vierspurige Trasse bis zur B 299 und dann zweispurigen
Trasse bis zur B 15 werden auf bis zu 400 Millionen Euro geschätzt, da von der B 15 neu/A 92 kommend zunächst die Isar mit einer Brücke zu queren und bei Eisgrub ein Tunnel zu realisieren ist.
Erwin Huber, Mitglied des Bayerischen Landtages, sprach von einer Fertigstellung nicht vor 2025.
Die Anmeldung zum Bundesverkehrswegeplan 2030 erfolgte im März 2015 als Platzhaltertrasse (ohne endgültige Trassenführung) mit Begründung der überregionalen Bedeutung des Straßenbauprojektes sowie einer Kostenschätzung. Ebenso wurde für April der Beginn eines Öffentlichkeitsforums zur Erarbeitung von konkreten Trassenvorschlägen durch das Staatliche Bauamt unter Einbeziehung der betroffenen Gemeinden vorgesehen. Das sogenannte Dialogforum Ost-Süd-Umfahrung Landshut im Zuge der B15neu wurde es am 7. April 2015 eingerichtet. Die Ost-Süd-Umfahrung Landshut selbst steht im vordringlichen Bedarf des Bundesverkehrswegeplans 2030 und wird dort als Projekt der B 15 geführt.

#### „Dialogforum“
Das sogenannte Dialogforum wurde am 7. April 2015 eingerichtet und soll zwei Jahre lang Bestand haben. Tagen soll es zum ersten Mal in der zweiten Aprilhälfte. Geleitet wird es von Landshuts Oberbürgermeister Hans Rampf, Landrat Peter Dreier und Karl Wiebel, dem Chef der Bayerischen Straßenbauverwaltung.
Darüber hinaus werden vertreten sein:
| - die Abgeordneten der Region - die Bürgermeister der betroffenen Gemeinden - die IHK Niederbayern - der Bauernverband | - der Bund Naturschutz - die Bürgerinitiative „Stop B15neu“ - die Bürgerinitiative „Pro B15neu“. |

Mitarbeiter der Autobahndirektion Südbayern, des Staatlichen Bauamts Landshut sowie der Bauverwaltungen von Stadt und Landkreis Landshut bilden eine unterstützende Projektgruppe.

### Ersetzungen und Herabstufungen
Durch die Bundesautobahn 93 wurden folgende Strecken der B 15 ersetzt:
- 1965: Brannenburg – Kiefersfelden
- 1968: Kiefersfelden – Grenzübergang Kiefersfelden
- 1971: Nabburg – Schwandorf
- 1996: Ortsumfahrung Rehau
- 1997: Schönwald – Selb
- 1998: Rehau – Schönwald
- 1999: Ortsumfahrung Marktredwitz
- 2000: Marktredwitz – Mitterteich

Im Jahr 2016 wurde das Teilstück im Landkreis Schwandorf bis zur Autobahnanschlussstelle Ponholz zur Staatsstraße 2397 herabgestuft. Zum 1. Januar 2019 folgte die Fortsetzung nach Süden bis zur Stadtgrenze Regensburg.
Der Abschnitt zwischen der Bundesautobahn 3 und der Bundesautobahn 92 wurde nach Fertigstellung der B 15n zur Staatsstraße 2615 herabgestuft.

### Bundesverkehrswegeplan 2030

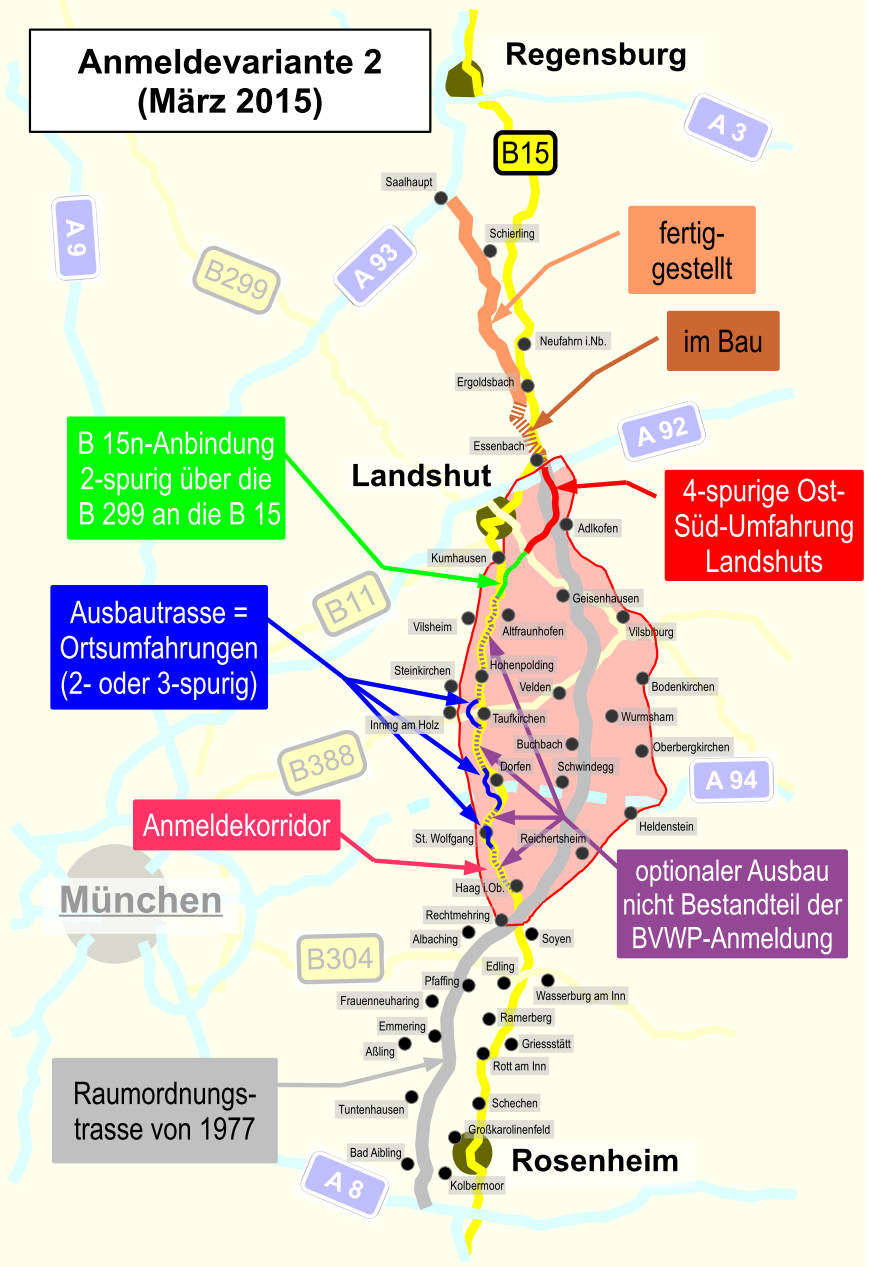
BVWP 2015
Anmeldevorschlag 2
Projekt B015-G070-BY (März 2015)

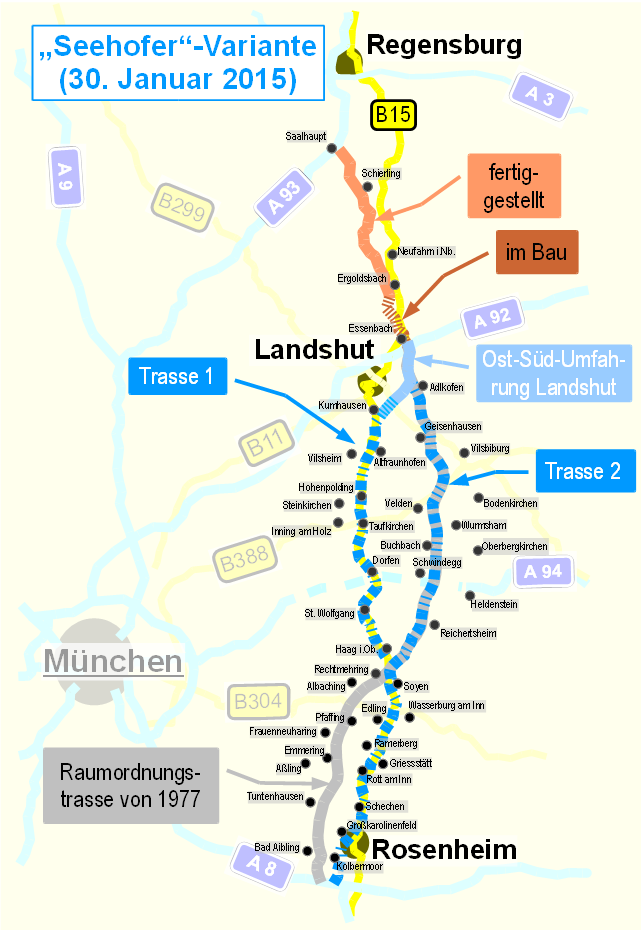
B 15 neu/B 15: Vorschlag von zwei Alternativtrassen von Ministerpräsident Horst Seehofer (30. Januar 2015) zur Anmeldung für den Bundesverkehrswegeplan 2030.

Bezüglich der B 15 wurden vom Bayerischen Staatsministerium des Innern, für Bau und Verkehr am 12. März 2013 zwei Projekte für den derzeit (Stand März 2016) in Aufstellung befindlichen Bundesverkehrswegeplan 2030 (bis März 2016 als Bundesverkehrswegeplan 2015 bezeichnet) angemeldet. Diese sind wiederum in drei Teilprojekte unterteilt.
- Projekt 1) B 15, Landshut – A 92 (AS Landshut/Essenbach)

- Unterprojekt 1) B 15 St. 2074 – A 92 bei Landshut

- Projekt 2) B 15, B 304 (Wasserburg) – A 8 (Rosenheim)

- Unterprojekt 1) B 15 OU Lengdorf
- Unterprojekt 2) B 15 Westtangente Rosenheim

Nachdem am 19. Januar 2015 von Innenminister Herrmann das Aus für den Weiterbau der B 15 neu verkündet wurde, soll die bestehende B 15 zwischen Landshut und Rosenheim in Teilbereichen dreispurig ausgebaut und durch Ortsumfahrungen ergänzt werden. Dementsprechend ist eine Anmeldung der B 15 zwischen Landshut und Rosenheim zum Bundesverkehrswegeplan 2030 vorgesehen.
Am 30. Januar verkündete Ministerpräsident Seehofer die B 15 im Bereich Kumhausen bis Haag nur alternativ zur Raumordnungstrasse der B 15 neu von 1977/78 anmelden zu wollen.
Südlich von Haag soll sie der Bestandstrasse der B 15 inklusive der Westtangente Rosenheim bis zur A 8 folgen, welche in Teilen dreispurig ausgebaut werden soll.
Ein entsprechender Kabinettsbeschluss erfolgte am 3. Februar 2015.
Im Februar 2015 konkretisierte sich der Vorschlag dahingehend, dass Ortsumfahrungen entlang der B 15 neben Lengdorf auch bei Taufkirchen, Dorfen und St. Wolfgang entstehen sollen. Von einem teilweise dreispurigen Ausbau der B 15 wurde wieder Abstand genommen.
Die Anmeldung erfolgte Ende März in Form eines Korridors. Ausgehend von einer Ost-Süd-Umfahrung Landshuts wurden zwei alternative Trassenvorschläge zur Bewertung eingereicht, wobei die Anmeldevariante 2 die B 15 mit Ortsumfahrungen für Taufkirchen, Dorfen und Sankt Wolfgang betrifft (Projekt B015-G070-BY).
Im ersten Referentenentwurf zum Bundesverkehrswegeplan 2030 sind insgesamt vier Vorhaben zur B 15 genannt. Diese sind in zwei Kategorien gelistet:
- Laufende und fest disponierte Projekte (FD)
- Neue Vorhaben – Vordringlicher Bedarf (VB)

Ein Vorhaben ist in die Kategorie laufende und fest disponierte Vorhaben (FD) eingestuft. Drei Vorhaben sind dem vordringlichen Bedarf zugeordnet. Bei zwei Projekten handelt es sich eigentlich um die Weiterführung der B 15neu über die A 92 hinaus (hier deklariert mit der Straßennummer B015). Konkret handelt es sich um folgende Projekte:
| Kategorie | Projektnummer       | Straßen- nummer | Abschnitt                                           | Ausbauziel                        | Länge in km | Investitions- kosten in Mio. Euro | Nutzen- kosten- verhältnis | Umwelt- und naturschutz- fachliche Beurteilung | Planungssituation    |
| --------- | ------------------- | --------------- | --------------------------------------------------- | --------------------------------- | ----------- | --------------------------------- | -------------------------- | ---------------------------------------------- | -------------------- |
| FD        | ohne Angabe         | B 015           | Westtangente Rosenheim                              | Neubau zweistreifig               | 7,7         | 78,9                              |                            |                                                | in Bau               |
| VB        | B015-G040-BY        | B 015           | AS Landshut/Essenbach bis St 2074/A 92 bei Landshut | Erweiterung auf vier Fahrstreifen | 1,3         | 6,1                               | 4,4                        | gering                                         | Vorplanung läuft     |
| VB        | B015-G070-BY-T01-BY | B 015           | östliche Ortsumfahrung Landshut (A 92 bis B 299)    | Neubau vierstreifig               | 10,9        | 213,9                             | 4,0                        | hoch                                           | Vorentwurf genehmigt |
| VB        | B015-G070-BY-T02-BY | B 015           | südliche Ortsumfahrung Landshut (B 299 bis B 15)    | Neubau zweistreifig               | 6,5         | 45,8                              | >10                        | mittel                                         | ohne Planungsbeginn  |
| Gesamt    |                     |                 |                                                     |                                   | 26,4        | 344,7                             |                            |                                                |                      |

1. ↑  Ist ein Gesehenvermerk (Vorentwurf genehmigt) erteilt, kann hinsichtlich der Prüftiefe eine weitere Trassenplausibilitätsprüfung entfallen (Umweltbericht zum BVWP 2030, Seiten 31ff.).
2. ↑  Im Februar 2012 wurde ein Vorentwurf der B 15 neu mit einer Streckenführung von Essenbach A 92 nach Geisenhausen B 299 genehmigt, deren Kosten die Autobahndirektion Südbayern 2012 auf 312,7 Mio. € schätzte.

Für die drei mit VB kategorisierten Projekte wird die Flächeninanspruchnahme wie folgt angegeben:
1. Abschnitt von der AS Landshut/Essenbach bis St 2074/A 92 bei Landshut: 1,6 Hektar,
2. Abschnitt von der A 92 bis zur B 299: 56,1 Hektar,
3. Abschnitt von der B 299 bis zur A 15: 25 Hektar.

Da das Hauptprojekt B015n Landshut (A 92) – Rosenheim (A 8) (B015-G999-BY) in Ermangelung eines konkreten Trassenvorschlages nur anhand einer fiktiven Trasse bewertet werden konnte, wurden die Teilprojekte OU Lengdorf (B015-G060-BY-T04-BY, B015-G061-BY-T04-BY, B015-G062-BY-T04-BY, B015-G070-BY-T06-BY, B015-G071-BY-T06V-BY und B015-G072-BY-T06-BY), OU Taufkirchen (B015-G070-BY-T03-BY, B015-G071-BY-T03V-BY und B015-G072-BY-T03-BY), OU Dorfen (B015-G070-BY-T04-BY, B015-G071-BY-T04V-BY und B015-G072-BY-T04-BY) und OU St. Wolfgang (B015-G070-BY-T05-BY, B015-G071-BY-T05V-BY und B015-G072-BY-T05-BY) nicht bewertet, wurden eingestuft als ohne Dringlichkeit oder waren als Variante ausgeschieden.
| Kategorie | Projektnummer       | Straßen- nummer | Abschnitt              | Ausbauziel        | Länge in km | Investitions- kosten in Mio. Euro | Nutzen- kosten- verhältnis | Umwelt- und naturschutz- fachliche Beurteilung | Planungssituation   |
| --------- | ------------------- | --------------- | ---------------------- | ----------------- | ----------- | --------------------------------- | -------------------------- | ---------------------------------------------- | ------------------- |
| WB*       | B015-G070-BY-T06-BY | B 015n          | Ortsumfahrung Lengdorf | Neubau 3-streifig | 4,8         | 33,1                              | 7,0                        |                                                | ohne Planungsbeginn |

An die Veröffentlichung des Referentenentwurfes schloss sich eine sechswöchige Öffentlichkeitsbeteiligung an. Im Zuge der Überarbeitung wurde das Projekt B015-G070-BY-T06-BY – Ortsumfahrung Lengdorf in den weiteren Bedarf mit Planungsrecht aufgenommen und dem Straßenbauprojekt B 15neu zugeordnet. Zusammen mit den beiden Projekten östliche und südliche Ortsumfahrung Landshut wurde die Ortsumfahrung Lengdorf in die Verbindungsfunktionsstufe (VFS) 1 (Oberzentren) eingestuft. Nach der Ressortabstimmung Ende Juli 2016 hat das Bundeskabinett den Plan am 3. August 2016 beschlossen.

## Erhaltungsmaßnahmen
Im Jahr 2016 wurde die B 15 in den Ortsdurchfahrten von Ergoldsbach und Neufahrn in Niederbayern saniert.

## Trivia
Bis 30. Juni 2015 bestand für LKW nach dem Bundesfernstraßenmautgesetz (BFStrMG) generell keine Mautpflicht auf der B 15.
Seit dem 1. Juli 2015 galt auf zwei Streckenabschnitten Mautpflicht:
- Anschluss Ergolding Gewerbegebiet bis Anschluss Landshut Äußere Regensburger Straße (Gesamtlänge 4,1 km) und
- Rosenheim Heilig Blut bis Anschlussstelle Rosenheim (Gesamtlänge 3,3 km).[57]

Seit dem 1. Juli 2018 ist die B 15 wie alle Bundesstraßen allgemein mautpflichtig für LKW ab 7,5 Tonnen.
Mit der Herabstufung von Teilabschnitten zur Staatsstraße entfällt auf den betroffenen Abschnitten wieder die Mautpflicht.